# Vidagas mezi
Vidagas mezi este o arie protejată (arie specială de conservare — SAC, sit de importanță comunitară — SCI, arie de protecție specială avifaunistică — SPA) din Letonia întinsă pe o suprafață de 129,59 ha, integral pe uscat.

## Localizare
Centrul sitului Vidagas mezi este situat la coordonatele 57°22′32″N 26°19′58″E / 57.3756°N 26.3327°E.

## Înființare
Situl Vidagas mezi a fost declarat arie de protecție specială avifaunistică în decembrie 2003 pentru a proteja 1 specie de animale. Alte tipuri de protecție:
- sit de importanță comunitară (în mai 2004)
- arie specială de conservare (în mai 2004)[1][3][4]

## Biodiversitate
Situată în ecoregiunea boreală, aria protejată conține 2 habitate naturale: Taiga vestică, Mlaștini împădurite.
La baza desemnării sitului se află o specie protejată de  păsări:  cocoș de munte (Tetrao urogallus).
Pe lângă speciile protejate, pe teritoriul sitului au mai fost identificate 2 specii de plante.